# イーストロングメドウ (マサチューセッツ州)
イーストロングメドウ（East Longmeadow）は、アメリカ合衆国マサチューセッツ州のハンプデン郡にある都市。人口は1万5720人（2010年）。マサチューセッツ州西部のパイオニア・バレー地域に位置する。

## 著名な出身者
- ニック・アーメド - アリゾナ・ダイヤモンドバックスのプロ野球選手。